# SoapUI
SoapUI ist ein Werkzeug für Softwaretests im SOA-Bereich und wird vor allem für Tests von Webservices eingesetzt. Die Basisversion unterliegt der GNU Lesser General Public License und ist damit freie Software. Außerdem gibt es noch eine kostenpflichtige Version (SoapUI pro), welche neben einem Supportvertrag weitere Funktionalitäten enthält.
Das SoapUI-Projekt wurde von dem schwedischen Unternehmen Eviware Software initiiert. Im Juli 2011 wurde Eviware Software von SmartBear Software gekauft. Das SoapUI-Projekt wird seitdem von SmartBear Software weitergeführt.

## Funktionsumfang
SoapUI deckt den folgenden Funktionsumfang ab:
- Inspektion und Aufruf von Webservices
- funktionale Tests von Webservices
- Lasttests von Webservices
- Erstellung von Webservice-Dummies (Mock services) für die Tests.

## Technologie
SoapUI basiert vollständig auf Java und benutzt die GUI Swing. Damit ist es plattformunabhängig.
Neben der Steuerung über die GUI können Tests auch über die Kommandozeile aufgerufen und damit in automatisierte Testprozesse eingebunden werden.

## Geschichte
SoapUI wurde im September 2005 erstmals veröffentlicht. SoapUI ist eines der größten Projekte im Bereich Testwerkzeuge bei Sourceforge. Mit ungefähr 2 Millionen Downloads ist es eines der meistverwendeten Testwerkzeuge.
Ab Version 3.5 unterstützt SoapUI auch Testen von Java Message Service (JMS), Action Message Format (AMF) und Java Database Connectivity (JDBC). Es wird bislang nur WSDL 1.1 unterstützt.

## Alternativen
- JMeter (kann Soap-Requests für Lasttests erzeugen)
- Postman (Software) für REST-Aufrufe